# Mégaprocès
Un mégaprocès est un procès criminel ou pénal exceptionnellement long et complexe en raison du nombre d'accusés, de chefs d'accusation, de la nature de la preuve ou de l'ampleur de l'enquête. Ces procès posent des défis particuliers pour le système judiciaire, notamment en termes de gestion des ressources, de financement de la défense et de protection des droits des accusés.

## Caractéristiques
Un mégaprocès se caractérise par un nombre élevé d'accusés et de chefs d'accusation, une preuve volumineuse et complexe, une durée exceptionnelle des audiences et l'implication de multiples parties prenantes, incluant les avocats de la défense, les procureurs et les tribunaux.

## Encadrement juridique
La question des mégaprocès a été identifiée comme une priorité par les ministres fédéraux, provinciaux et territoriaux responsables de la justice lors de leur rencontre en 2003 à Charlevoix. En réponse, le Comité directeur sur l'efficacité et l'accès en matière de justice a mis sur pied un sous-comité chargé d'étudier la question et de formuler des recommandations.
Le comité a proposé plusieurs mesures pour mieux encadrer les mégaprocès,. Il recommande d’établir des critères permettant aux juges en chef de les qualifier en fonction du nombre d’accusés, des chefs d’accusation, de la complexité de la preuve et des méthodes d’enquête. Il suggère aussi d’unifier l’audition des requêtes préliminaires dans des dossiers connexes et de clarifier les pouvoirs du juge de gestion. Le comité propose de ne pas imposer de limite stricte à la séparation des accusés ou des chefs d’accusation. Il recommande d’augmenter la rémunération des jurés, des témoins et des avocats de la défense rémunérés par l’État, en tenant compte de leur charge de travail. D’autres suggestions incluent la réduction du nombre minimal de jurés pour un verdict unanime, la divulgation électronique de la preuve et une formation spécialisée pour les juges des mégaprocès. Enfin, il préconise de faciliter la correction d’un acte d’accusation défectueux et de mieux encadrer les règles des requêtes préliminaires.
En 2010, le gouvernement du Québec a adopté la Loi sur l’aide juridique et sur la prestation de certains autres services juridiques pour mieux encadrer la fourniture de services juridiques dans les mégaprocès. Cette loi permet à la Commission des services juridiques (CSJ) de désigner un avocat pour les accusés qui ne peuvent se représenter seuls et dont l'état d'indigence est démontré.
En 2011, la Loi sur la tenue de procès criminels équitables et efficaces a introduit des mesures spécifiques, dont la nomination d’un juge responsable de la gestion de l’instance avant le début du procès. Ce juge a pour mandat de favoriser la tenue d’un procès efficace, en veillant notamment à ce que les délais et la présentation de la preuve soient optimisés. En outre, cette loi permet de préserver les décisions rendues sur les questions préliminaires en cas d'annulation du procès et de maintenir jusqu'à 14 jurés afin d'éviter de recommencer le procès si des jurés se retirent. Elle vise également à limiter le dédoublement des témoignages d'experts afin d'accélérer les procédures.

## Enjeux et critiques
Malgré ces réformes législatives, plusieurs experts considèrent que les mégaprocès demeurent difficilement gérables. Le rapport Bouchard de 2016 met en évidence des problèmes liés à la complexité et à la longueur excessive des procédures, à l’augmentation des coûts pour l’État, à la difficulté pour les jurés de suivre des procès aussi longs et au risque d’abandon de poursuites en raison de délais excessifs,.
L’annulation du procès SharQc en 2015 a conduit plusieurs juristes à remettre en question la faisabilité des mégaprocès. L'enquête ayant mené à ce procès a accumulé une quantité de preuves colossale, soit plus de 4,3 millions de fichiers, avec des documents imprimés représentant l’équivalent de 371 Empire State Building. Certains suggèrent de limiter le nombre d’accusés et de procéder à des procès distincts pour assurer une justice plus efficace.